# Gernsbach
Gernsbach é uma cidade da Alemanha, no distrito de Rastatt, na região administrativa de Karlsruhe, estado de Baden-Württemberg.